# Pulgasari
Pulgasari é um filme norte-coreano produzido em 1985. O filme, uma versão de Godzilla, foi dirigido pelo sul-coreano Shin Sang-ok, que foi contratado por agentes da Coreia do Norte a mando de Kim Jong-il, filho do então presidente Kim Il-sung, quando o cineasta viajou para Hong Kong. Surgiu algumas nóticias sobre um sequestro do diretor, no entanto não há nada comprovado, além disso, Pulgasari é o filme que deu o maior retorno financeiro para Shin Sang-ok
O filme foi baseado na criatura lendária chamada de Pulgasari.